# Рурска област
Вижте пояснителната страница за други значения на Рур.
Рурска област или Област Рур (на немски: Ruhrgebiet) е историко-географски район в Западна Германия, провинция Северен Рейн-Вестфалия.
Включва територията между реките Рур на юг, Рейн на запад и Липе на север. Известна е в миналото главно с въгледобив и концентрация на предприятия от тежката промишленост.

## Агломерация
С население от 5,3 милиона души това е най-голямата агломерация в Германия и пета в Европа след тези около Москва, Лондон, Мадрид и Париж. Областта е част от по-голямата урбанизирана зона Рейн-Рур.
От запад на изток основните градове в агломерацията са Дуисбург, Оберхаузен, Мюлхайм ан дер Рур, Ботроп, Есен, Гелзенкирхен, Реклингхаузен, Бохум, Херне, Дортмунд и Хам.

## История

### Средновековие
През Средновековието, големи части от региона по-късно наречен Рур, се намират в графство Марк, херцогства Клеве и Берг и в териториите на архиепископа на Мюнстер и архиепископа на курфюрство Кьолн.
Областта включва няколко села и крепости и е предимно аграрна: нейната льосова почва я прави една от по-богатите земи в Германия. Имперският град Дортмунд е търговски и културен център, лежащ заедно с Дуисбург на основен източно-западен търговски път. През XIV век те са присъединени към търговския съюз на Ханзейската лига.

### Индустрализация
Развитието на региона в урбанизирана и индустриална зона започва в края на XVIII век с ранната индустрализация на близката долина на река Вупер в долина част на полупланинската Бергишесланд. До 1820 година тук стотици водно захранвани мелници произвеждат текстил, дървен материал, керемиди и желязо чрез автоматизирани процеси. Също така в други работилници по хълмовете, висококвалифицирани работници произвеждали ножове, инструменти, оръжия и колани, използвайки вода, въглища и брикети.
Докато машините стават по-големи и превключват от водна към парна енергия, местно добити въглища и брикети стават скъпи и недостатъчни. Така индустрията на Бергишесланд поръчва все повече и повече въглища от новия въгледобивен район по поречието на река Рур. Впечатляващи и скъпи железници са изградени през хълмистия регион, за да пренасят въглища, а по-късно и стомана от Рур, и за транспортирането на готовите продукти.
До 1850 г. съществуват почти 300 въглищни мини в експлоатация в областта Рур около централните градове Дуисбург, Есен, Бохум и Дортмунд. Въглищата се изнасят или преработват в коксуващи фурни в кокс, използвани в доменните пещи за производство на желязо и стомана. В този период марката Ruhrgebiet става добре позната. Преди въглищните депозити по течението на Рур да бъдат изчерпани, минната индустрия се премества на север към Емчер и накрая до Липе, пробивайки все по-дълбоки мини по пътя си. Шлюзовете, изградени при Мюлхайм довеждат до разширяването му като пристанище на река Рур. С изграждането на ЖП линията Кьолн-Минден в края на XIX век е индустриализиран и Оберхаузен.

### Германска империя
Населението на Рур нараства бързо – градското население от 2000-5000 души в началото на XIX век в някои градове се увеличава до 100 000 за 100 години. Миньорите са наети от други региони в мините Рур или в стоманодобивните предприятия. Това привлича неквалифицирана работна ръка от 1860 в мащабни миграции от Силезия, Померания, Източна Прусия и провинцията Позен. Много от новодошлите са поляци и са третирани като второкласни граждани. През 1899 г. това довежда до социално въстание на млади полски работници в Херне, които по-късно основат Съюз на работниците. Миньорите често са настанявани в „миньорски колонии“, построени от минодобивните фирми. До края на 1870 г. над 3 милиона души живеят в Рурската област, а новата въгледобивна област се била превръща в най-големия промишлен район на Европа.